# Schönfelde
Schönfelde ist ein Ortsteil der Gemeinde Steinhöfel im Landkreis Oder-Spree im Land Brandenburg.

## Geographische Lage
Der Ortsteil liegt nordwestlich des Gemeindezentrums und grenzt im Norden an die Gemarkung von Müncheberg. Nordwestlich befindet sich dessen Ortsteil Eggersdorf mit dem Flugplatz Eggersdorf. Es folgen im Uhrzeigersinn die Steinhöfeler Ortsteile Gölsdorf, Beerfelde sowie Jänickendorf. Der überwiegende Teil der Gemarkung wird landwirtschaftlich genutzt. Der nordwestliche Teil ist bewaldet, darunter die Mittelheide im Westen und die Vorderheide im Osten.

## Geschichte
Schönfelde wurde erstmals in einer Urkunde vom 12. April 1288 urkundlich erwähnt. Erich von Brandenburg, zu dieser Zeit Erzbischof von Magdeburg, belieh den Ort mit drei weiteren Dörfern an den Ritter Reinhard von Strehle. In dieser Zeit entstand auch die Dorfkirche. Das Straßenangerdorf lag an der Handelsroute von Berlin nach Frankfurt (Oder). Im 18. Jahrhundert ließ die Kirchengemeinde die Kirche „barock“ überformen. Aus dem Jahr 1864 ist bekannt, dass es im Ort zwei Windmühlen, einen Krug, 35 Wohngebäude und vier gewerblich genutzte Gebäude gab. Mit Wirkung zum 29. Dezember 1929 gründete sich eine Freiwillige Feuerwehr. Am 31. Dezember 2001 erfolgte die Eingemeindung nach Steinhöfel.

## Sehenswürdigkeiten und Kultur

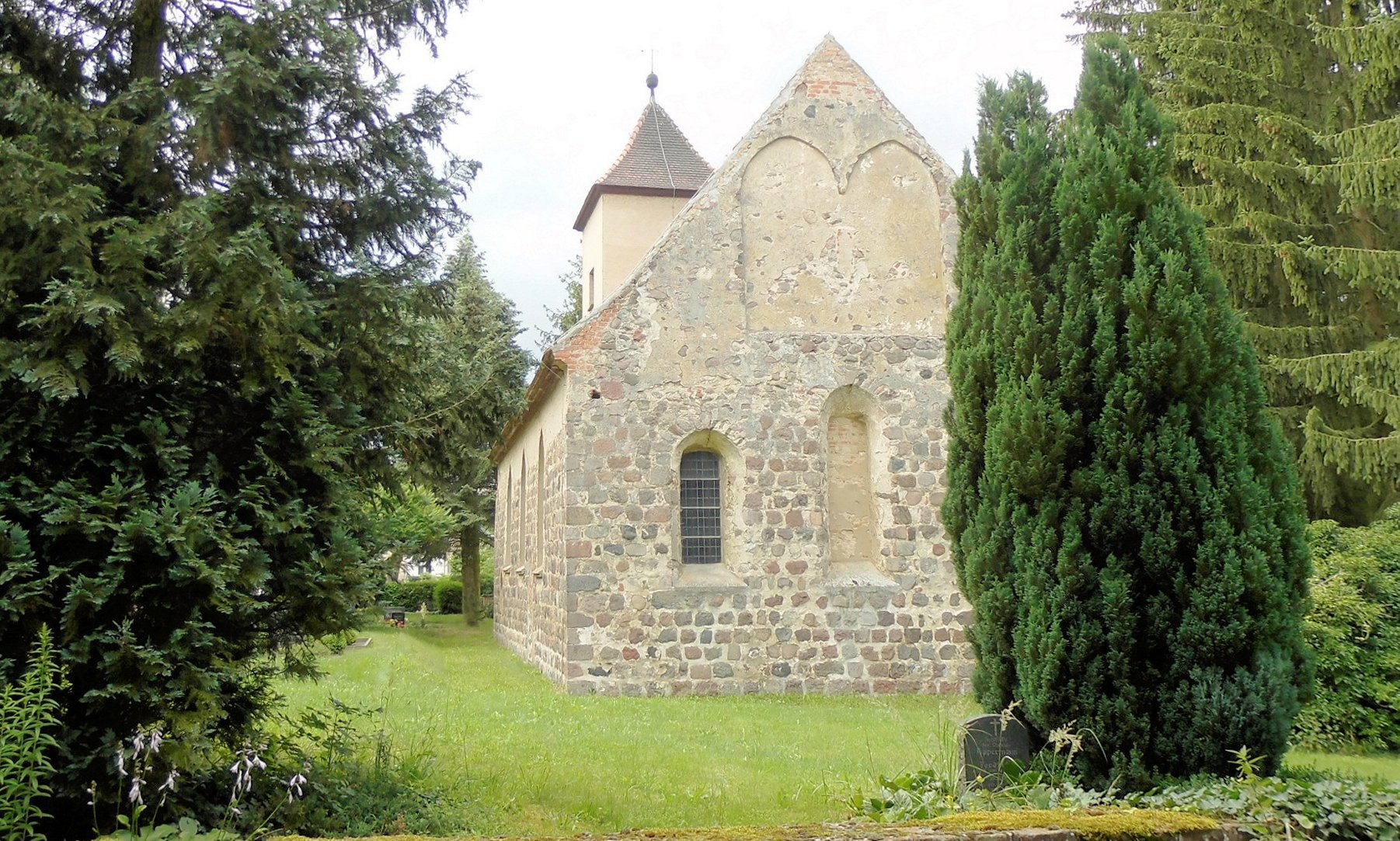
Dorfkirche Schönfelde

- Die Dorfkirche Schönfelde entstand im späten 13. Jahrhundert und wurde im 18. Jahrhundert barock überformt. Im Innern steht unter anderem ein Kanzelaltar aus dem Anfang des 18. Jahrhunderts, in den eine Kanzel aus dem Jahr 1619 integriert wurde.
- Im Ort finden regelmäßige Veranstaltungen statt, darunter Fußballturniere, Herbsttanz, Seniorennachmittage und -weihnachtsfeiern, Dorffeste und Kirchenkonzerte.

## Wirtschaft und Infrastruktur

### Wirtschaft
Im Jahr 2018 sind im Ort eine Bootssattlerei sowie 12 Kleingewerbetreibende aktiv. Eine Fahrschule für Panzer bietet die Möglichkeit, einen T-55, einen BMP-1, einen Leopard 1 oder einen Flugabwehrkanonenpanzer Gepard durch ein abgesperrtes Gelände zu steuern.

### Verkehr
Die Bundesstraße 168 verläuft in Nord-Süd-Richtung durch den Ort und bindet ihn an Müncheberg und Fürstenwalde/Spree an. Beide Orte sind per ÖPNV auch über die Buslinie 432 des Busverkehrs Oder-Spree angebunden. In Eggersdorf ist ein Verkehrslandeplatz.